# Thomas Litscher
Thomas Litscher (* 14. Mai 1989) ist ein Schweizer Radrennfahrer, der im Cross-Country aktiv ist.

## Sportlicher Werdegang
Im Nachwuchsbereich war Litscher einer der erfolgreichsten Mountainbikefahrer. Im Jahr 2007 gewann er bei den Junioren sowohl die Europameisterschaften als auch die Weltmeisterschaften im Cross Country (olympisch) (XCO). 2011 wurde er Weltmeister in der U23. Zudem stand er mit der Schweizer Cross-Country-Staffel mehrfach auf dem Podium der Welt- und Europameisterschaften, 2007 und 2010 als Weltmeister.
Zum Anfang seiner Karriere war Litscher auch im Cross-country Eliminator (XCE) aktiv. 2011 gewann er die Sprint-Bundesliga, 2012 wurde er Schweizer Meister im Eliminator. Im Jahr 2013 erzielte er seine bisher überhaupt beste Platzierung im UCI-Mountainbike-Weltcup mit einem zweiten Platz beim Eliminator in Albstadt.
Nach dem Wechsel in die Elite konnte er im Cross-Country bisher nicht vollständig an die Erfolge aus den Nachwuchskategorien anknüpfen. Litscher zählt zur erweiterten Weltspitze, im ersten Weltcup-Rennen der Saison 2022 stand er im Short Track XCC als Zweiter auf dem Podium, ein Sieg im Weltcup blieb ihm bisher verwehrt. Bei den Mountainbike-Weltmeisterschaften 2017 gewann er überraschend die Bronzemedaille. Bei den Weltmeisterschaften 2022 stand er als Dritter im Short-Track erneut auf dem Podium, 2023 bei den Europameisterschaften ebenso als Dritter.
Auch aufgrund der starken Konkurrenz aus dem eigenen Land konnte sich Litscher bisher nicht für die Teilnahme an Olympischen Spielen qualifizieren. Zuletzt wurde er nicht für die Olympischen Sommerspiele in Tokio nominiert.

## Erfolge
| 2007 - Weltmeister (Junioren) – Cross-Country XCO - Weltmeister – Staffel XCR - Europameister (Junioren) – Cross-Country XCO - Europameister – Staffel XCR 2009 - Europameisterschaften (U23) – Cross-Country XCO - Europameisterschaften – Staffel XCR 2010 - Weltmeisterschaften (U23) – Cross-Country XCO - Weltmeister – Staffel XCR - Europameister – Staffel XCR 2011 - Weltmeister (U23) – Cross-Country XCO - Weltmeisterschaften – Staffel XCR - Europameisterschaften (U23) – Cross-Country XCO - Europameisterschaften – Staffel XCR | 2012 - Weltmeisterschaften (U23) – Cross-Country XCO - Schweizer Meister – Eliminator XCE 2017 - Weltmeisterschaften – Cross-Country XCO - Spring Ride Ulitmate MTB Battle (HC) 2018 - Proffix Swiss Bike Cup Bikefestival Basel (HC) 2020 - Weltmeisterschaften – Staffel XCR - Europameisterschaften – Staffel XCR 2022 - Weltmeisterschaften – Short Track XCC 2023 - Europameisterschaften – Short Track XCC - Schweizer Meister – Short Track XCC 2024 - Europameisterschaften – Staffel XCR |